# 1. liga národní házené mužů 2008/2009
1. liga národní házené mužů 2008/09 byla v Československu nejvyšší ligovou soutěží mužů v házené. Zúčastnilo se jí 12 klubů, titul získalo družstvo NH Brno. V předchozí sezóně se hrál ročník 2007/08, v následující sezóně ročník 2009/10.

## Stupně vítězů
| Zlato      | Stříbro        | Bronz           | 4 místo     |
| ---------- | -------------- | --------------- | ----------- |
| 1. NH Brno | TJ Plzeň-Újezd | TJ DIOSS Nýřany | Sokol Krčín |

## Systém soutěže
Nejvyšší soutěže v národní házené mužů na území ČR se v sezóně 2008/09 zúčastnilo celkem 12 klubů. Hrálo se dvoukolově systémem každý s každým, poté kluby na 1. až 4. místě postoupily do play-off a kluby na 11. a 12. místě měly původně sestoupit do 2. ligy. Ovšem 6. Stará Huť se příštího ročníku 1. ligy již nezúčastnila a přihlásila se až do krajského přeboru a jelikož 11. Stupno účast v následujícím ročníku 1. ligy taktéž odmítlo, tak se nakonec v 1. lize zachránily až 12. Příchovice.

## Rozmístění klubů v jednotlivých krajích
| Kraj            | Počet klubů | Kluby                                       |
| --------------- | ----------- | ------------------------------------------- |
| Plzeňský        | 5           | Nýřany, Přeštice, Příchovice, Stupno, Újezd |
| Královéhradecký | 2           | Dobruška, Krčín                             |
| Moravskoslezský | 2           | Stará Ves, Svinov                           |
| Praha           | 1           | Čakovice                                    |
| Středočeský     | 1           | Stará Huť                                   |
| Jihomoravský    | 1           | Brno                                        |

## Tabulka
| Poř. | Tým                         | Z  | V  | R | P  | VG  | OG  | B  |
| ---- | --------------------------- | -- | -- | - | -- | --- | --- | -- |
| 1.   | 1. NH Brno                  | 22 | 16 | 1 | 5  | 425 | 329 | 33 |
| 2.   | TJ Plzeň-Újezd              | 22 | 15 | 2 | 5  | 450 | 373 | 32 |
| 3.   | Sokol Krčín                 | 22 | 15 | 2 | 5  | 351 | 304 | 32 |
| 4.   | TJ DIOSS Nýřany             | 22 | 14 | 2 | 6  | 431 | 374 | 30 |
| 5.   | Sokol Svinov                | 22 | 12 | 2 | 8  | 407 | 374 | 26 |
| 6.   | TJ Stará Huť                | 22 | 12 | 2 | 8  | 461 | 445 | 26 |
| 7.   | Sokol Dobruška              | 22 | 9  | 2 | 11 | 397 | 412 | 20 |
| 8.   | TJ Avia Čakovice            | 22 | 8  | 2 | 12 | 356 | 376 | 18 |
| 9.   | TJ Přeštice                 | 22 | 6  | 3 | 13 | 394 | 448 | 15 |
| 10.  | TJ Stará Ves nad Ondřejnicí | 22 | 6  | 1 | 15 | 357 | 382 | 13 |
| 11.  | Sokol Stupno                | 22 | 6  | 0 | 16 | 314 | 421 | 12 |
| 12.  | TJ Příchovice               | 22 | 3  | 1 | 18 | 360 | 465 | 7  |

Poznámky:
- Z = Odehrané zápasy; V = Vítězství; R = Remízy; P = Prohry; VG = Vstřelené góly; OG = Obdržené góly; B = Body

- O pořadí na 2., 3., 5. a 6. místě rozhodly vzájemné zápasy
- 7. kolo
- Krčín - Újezd 18:19,
- Stará Huť - Svinov 19:17,
- 18. kolo
- Újezd - Krčín 13:14,
- Svinov - Stará Huť 27:24

Kvalifikace nebo sestup
|  | Postup do play-off                                              |
|  | Sestup do 2. ligy, v případě Staré Huti až do krajského přeboru |

## Play-off

### 1. semifinále - vítěz 1. NH Brno 2:0 na zápasy
- Nýřany - Brno 12:17 (6:11)
- Brno - Nýřany 12:9 (3:6)

### 2. semifinále - vítěz TJ Plzeň-Újezd 2:1 na zápasy
- Krčín - Újezd 11:11 (3:6) po prodloužení 17:16
- Újezd - Krčín 17:6 (8:4)
- Újezd - Krčín 17:13 (8:4)

### O 3. místo - vítěz TJ DIOSS Nýřany 2:0 na zápasy
- Nýřany - Krčín 15:12 (7:6)
- Krčín - Nýřany 20:21 (7:6)

### Finále - vítěz 1. NH Brno 2:0 na zápasy
- Újezd - Brno 16:17 (7:8)
- Brno - Újezd 18:8 (8:4)

## 5 nejlepších střelců ligy
| Poř. | Jméno            | Klub      | Počet branek | Průměr branek na zápas |
| 1.   | Jiří Pešek       | Stará Huť | 206          | 9,36                   |
| 2.   | Pavel Titl       | Újezd     | 185          | 9,74                   |
| 3.   | Radek Šinágl     | Stará Huť | 164          | 7,45                   |
| 4.   | Jiří Tománek     | Svinov    | 160          | 7,27                   |
| 5.   | Lukáš Zimmermann | Čakovice  | 156          | 7,09                   |